# Bruno Jentzsch
Bruno Wolfgang Heinz Jentzsch (ur. 8 czerwca 1917 w Zittau, zm. 11 maja 1994 w Spirze) – zbrodniarz nazistowowski, członek załogi obozu koncentracyjnego Mauthausen-Gusen i SS-Hauptscharführer.
W latach 1940–1942 pełnił służbę w Gusen I, podobozie Mauthausen, jako adiutant komendanta Karla Chmielewskiego. W latach 1941–1942 organizował tzw. Totbadeaktionen, podczas których mordowano niezdolnych do pracy więźniów wielu narodowości (między innymi Żydów, obywateli radzieckich, Polaków, Czechów i Hiszpanów). W 1968 w związku ze zbrodniami popełnionymi w trakcie Totbadeaktionen odbył się proces przed zachodnioniemieckim sądem w Hagen, a na ławie oskarżonych zasiadło czterech byłych esesmanów, wśród nich Bruno Jentzsch. Jentzsch skazany został na dożywocie, dwóch oskarżonych na terminowe kary pozbawienia wolności, a jednego uniewinniono. W 1982 roku został zwolniony.